# Prefecte de la flota
Un prefecte de la flota (en llatí Praefectus classis) era el comandant d'una flota romana en temps de la República. Manava als praefecti navium, comandants de les diverses naus.(Livi,).
A l'establiment de l'Imperi Romà, August va nomenar per primer cop dos oficials permanents amb aquest títol, un amb residència a Ravenna a la mar Adriàtica, i un altre a Misenum a la mar Tirrena, cadascun dirigint una flota. Els prefectes de la flota eren de rang eqüestre, i de vegades lliberts de confiança, segons diu Tàcit.